# Fanis Katergiannakis
Theofanis "Fanis" Katergiannakis, řecky Θεοφάνης Κατεργιαννάκης (* 16. únor 1974, Pylaia) je bývalý řecký fotbalový brankář.
S řeckou reprezentací získal zlatou medaili na mistrovství Evropy roku 2004, byť na šampionátu nenastoupil. V národním mužstvu hrál v letech 1999–2004 a odchytal 6 zápasů.
S Olympiakosem Pireus se stal mistrem Řecka (2002/03).